# Рабетино
Рабетино (мкд. Рабетино) је насеље у Северној Македонији, у западном делу државе. Рабетино припада општини Кичево.

## Географија
Насеље Рабетино је смештено у средишњем делу Северне Македоније. Од најближег већег града, Кичева, насеље је удаљено 25 km источно.
Рабетино се налази у малој области Рабетинкоље, која обухвата неколико села у средишњем сливу реке Треске. Село је положено на јужним падинама планине Коњаник, која се јужније спушта у плодну долину Треске. Надморска висина насеља је приближно 770 метара.
Клима у насељу је планинска због знатне надморске висине.

## Историја
Апостол Костић лебар из тог места, живео је и радио у Београду свој занат. Он је 1898. поклонио 20 динара "у злату" да би се обукла три сиромашна ученика српске народне школе у Козичину.

## Становништво
Рабетино је према последњем попису из 2002. године имало 3 становника.
Већинско становништво су етнички Македонци (100%).
Претежна вероисповест месног становништва је православље.